# Danił Chalimow
Danił Tachirowicz Chalimow (ros. Данил Тахирович Халимов; 6 czerwca 1978, zm. 15 października 2020) – rosyjski, a od 2003 roku kazachski zapaśnik w stylu klasycznym. Olimpijczyk z Aten 2004, gdzie zajął piąte miejsce w kategorii 74 kg.
Jako junior startował dla Rosji, zdobył tytuł wicemistrza świata. Od 2003 reprezentant Kazachstanu. Czwarty na mistrzostwach świata w 2003. Srebrny medal na igrzyskach azjatyckich w 2002 i na mistrzostwach Azji w 2004. Drugi w Pucharze Świata w 2003. Wicemistrz świata juniorów i trzeci na ME w 1996 roku.
Zmarł na COVID-19. 